# Conférence de Mukje

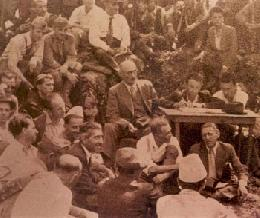
Photo prise lors d'une conférence.

La conférence de Mukje s'est déroulée du 1er au 3 août 1943 dans le village du même nom (près de Krujë en Albanie centrale) et a abouti à l'accord de Mukje, un traité entre le parti nationaliste Balli Kombëtar et les représentants du Mouvement de libération nationale. L'objectif était de générer une plate-forme sur la manière de réguler la résistance albanaise pendant la Seconde Guerre mondiale et de préparer l'avenir de l'État albanais ethnique. Le Mouvement de libération nationale comprenait les communistes et les Legaliteti d'Abaz Kupi, ainsi que de plus petits dirigeants nationalistes locaux. La conférence a été interposée par les émissaires britanniques avec l'idée d'unifier le spectre politique albanais contre les fascistes, semblable à l'AVNOJ en Yougoslavie.
L'accord a établi un Comité de salut national qui devrait prendre la tête du mouvement de résistance albanais. Le mouvement prendrait en considération la cause nationale albanaise, rendant possible la création d'une Grande Albanie, avec l'annexion des zones peuplées albanaises à un État albanais d'après-guerre. Du côté du Mouvement de libération nationale, la délégation était conduite par Ymer Dishnica (en), membre du Politburo du Comité central du Parti communiste d'Albanie et Mustafa Gjinishi (en). Le parti Balli Kombëtar était représenté par Skënder Muço, Hysni Lepenica, Mit'hat Frashëri, et Hasan Dosti (en) (chef de délégation) entre autres. Un différend survint concernant le statut du Kosovo. Alors que le Parti du front national proposait de lutter pour l'intégration du Kosovo à l'Albanie, les représentants communistes s'y opposèrent farouchement. L'accord détint douze signatures de chaque côté.
Étant donné que l'accord comprenait de fortes notes de nationalisme avec un potentiel de futurs différends frontaliers qui pourraient compromettre les relations entre l'Albanie et la Yougoslavie, il fut considéré comme contre-révolutionnaire par le Parti communiste de Yougoslavie, dont le délégué Svetozar Vukmanović-Tempo exerça une influence considérable sur les communistes albanais. Dès lors, l'accord fut formellement dénoncé quelques jours plus tard lors d'une réunion du Comité central du Parti communiste d'Albanie à Labinot, répétée lors de la deuxième Conférence du Mouvement de libération nationale toujours à Labinot un mois plus tard. L'accord serait critiqué comme « une trahison du peuple et de la révolution » et « contre les principes fondamentaux de la Conférence de Pezë ».
Après l'échec de l'accord, Balli Kombëtar choisit de collaborer ouvertement avec les Allemands après la capitulation de l'Italie, tandis que le Parti communiste d'Albanie continua de se battre aux côtés des partisans yougoslaves. Le Legaliteti continuera à lutter contre les armées fascistes, mais la distance entre elles et les communistes deviendra de plus en plus grande. Les communistes les considéreront comme contre-révolutionnaires à la fin de la guerre.
L'histoire des communistes dans les décennies suivantes critiquera l'accord et ses protagonistes (dont Dishnica et Gjinishi), et le considéreront comme un piège du côté de Balli.

## Sources
- (sr) Vladimir Dedijer, Jugoslovensko-albanski odnosi 1939-1948, Belgrade, Borba, 1949, 86–91 p.
- Stavro Skendi, « Albania within the Slav Orbit: Advent to Power of the Communist Party », Political Science Quarterly, vol. 63, no 2,‎ juin 1948, p. 257–274 (DOI 10.2307/2144839, JSTOR 2144839)